# Crithidia luciliae
Crithidia luciliae è un parassita flagellato che utilizza la mosca domestica, Musca domestica, come ospite. Come parte della famiglia dei Trypanosomatidae, è caratterizzato dalla presenza di un cinetoplasto, una complessa rete di molecole circolare di DNA a doppio filamento (dsDNA) intrecciate all'interno del mitocondrio. La presenza del cinetoplasto rende questo organismo importante nella diagnosi del lupus eritematoso sistemico (LES). Utilizzando C. luciliae come substrato per l'immunofluorescenza, questo organello può essere utilizzato per rilevare gli anticorpi anti-dsDNA, una caratteristica comune della malattia.